# Trichomycterus jequitinhonhae
Trichomycterus jequitinhonhae är en fiskart som beskrevs av Triques och Vono 2004. Trichomycterus jequitinhonhae ingår i släktet Trichomycterus och familjen Trichomycteridae. Inga underarter finns listade i Catalogue of Life.